# Charlottenhöhe (Naturschutzgebiet)
Das Naturschutzgebiet Charlottenhöhe liegt auf dem Gebiet der Gemeinde Nordwestuckermark im Landkreis Uckermark in Brandenburg.
Das Gebiet mit der Kenn-Nummer 1003 wurde mit Verordnung vom 3. Juni 2003 unter Naturschutz gestellt. Das rund 235 ha große Naturschutzgebiet erstreckt sich östlich von Schmachtenhagen, einem Gemeindeteil von Nordwestuckermark. Westlich verläuft die B 109, östlich erstreckt sich der etwa 10,3 km² große Unteruckersee.